# Charles Gomis
Pour les articles homonymes, voir Gomis.
Charles Gomis, né le 5 février 1941 à Grand-Bassam et mort le 16 juillet 2021 à Rouilly-Saint-Loup, est un diplomate et homme politique ivoirien.

## Biographie

### Études
Né le 5 février 1941 à Grand-Bassam, Charles Gomis a passé une partie de sa scolarité à l'Institut Saint-Charles de Thouars (1954-1961) avant d'obtenir son baccalauréat à Royan (France). Il est diplômé de l'université de Californie à Los Angeles (Bachelor of Arts de sciences politiques puis Master of Arts en relations internationales).
Il meurt le 16 juillet 2021 à Troyes à l'âge de 80 ans.

### Carrière professionnelle et politique
Charles Gomis commence à travailler comme stagiaire à l'ambassade ivoirienne aux États-Unis.
Il est chef de cabinet au ministère de l'Économie et des Finances de 1967 à 1973. Il siège dans les organes de direction de plusieurs compagnies publiques. Il a été président du conseil d'administration et directeur de la SITRAM, première compagnie maritime de Côte d'Ivoire de 1973 à 1976. Il a également siégé à la commission des transactions de la Bourse des valeurs régionales d'Abidjan en 1976. 
Sur le plan politique, il est secrétaire général de sous-section puis membre du bureau politique du Parti démocratique de Côte d'Ivoire (PDCI) d’octobre 1975 à septembre 1980. 
Il est successivement ambassadeur en Colombie et au Brésil (1978-1986) pendant huit ans puis de Côte d'Ivoire aux États-Unis, aux Bahamas et au Mexique pendant six ans (1986-1994).
À la mort du président Houphouët-Boigny, il cède son poste mais devient en juin 1995 conseiller spécial auprès du président de la Banque africaine de développement, jusqu'en septembre 2001.
Sous la junte dirigée par le général Robert Gueï, Charles Gomis a été le très éphémère ministre des Affaires étrangères en 2000.
Avant de rejoindre le groupe SIFCA, Charles Gomis a exercé en tant que haut fonctionnaire pour la Mission de l'Organisation des Nations unies en République démocratique du Congo (MONUC) de septembre 2002 à septembre 2007 comme directeur de la division des affaires politiques, puis directeur du bureau de la mission en Ituri.
En 2007, il devient conseiller spécial du directeur général de l’entreprise ivoirienne SIFCA, le groupe qui appartient à son beau-fils Jean-Louis Billon. 
Peu de temps après son arrivée au pouvoir, le président Ouattara le nomme ambassadeur de Côte d'Ivoire en France (ainsi qu'au Portugal et à Monaco) de 2013 à 2020. 
À partir de 2020, il est l'un des vice-présidents du Sénat de Côte d'Ivoire.

## Famille
Charles Gomis est marié à Fatime Gomis  et père de quatre enfants. Sa fille Sylvie est mariée avec Thierry Tanoh et sa fille Henriette est mariée avec Jean-Louis Billon,. Sa fille Evelyne est mariée à l’homme d’affaires Cyrille Nkontchou.
Son frère Jean-Baptiste Gomis a exercé comme ambassadeur de Côte d'Ivoire en Israël. Sa  sœur cadette a été l’épouse d’Ibrahim Keita, un Ivoirien d'origine guinéenne, qui a été le premier PDG de la société de téléphonie cellulaire CORA/Comstar.

## Distinctions
- Chevalier de l'ordre national du Mérite français, 1976
- Grand-croix de l'ordre impérial de la Croix du Sud Brésil, 1986
- Officier de l'ordre national de Côte d'Ivoire, 1992
- Commandeur de l'ordre national de Côte d'Ivoire, 2000
- Commandeur de la légion d'honneur de France, 2020